# Johannes Löhn
Johannes (Hans) Löhn (* 6. Oktober 1926 in Kleinvoigtsberg; † 11. März 2022) war ein deutscher Bergingenieur und Politiker der DDR-Blockpartei Liberal-Demokratische Partei Deutschlands (LDPD).

## Leben
Löhn war der Sohn eines Angestellten. Nach dem Besuch des Oberschule war er u. a. Luftwaffenhelfer. Von 1947 bis 1951 studierte er an der Bergakademie Freiberg und schloss das Studium als Diplom-Bergingenieur ab. Er wurde Haupttechnologe im VEB Nickelhütte St. Egidien und später Leiter der dortigen Abteilung Technologie, Bergbau und Erzvorbereitung. 1959 promovierte er an der Bergakademie Freiberg. Das Thema seiner 1958 publizierten Dissertation lautete Das Schwimmverhalten von Zinnkies und seine flotative Abtrennung aus einem Blei-Zink-Erz.
Er lebte in Freiberg.

## Politik
Löhn beantragte am 9. März 1944 die Aufnahme in die NSDAP und wurde zum 20. April desselben Jahres aufgenommen (Mitgliedsnummer 10.001.275). Er trat nach dem Krieg der 1945 in der Sowjetischen Besatzungszone der neugegründeten LDPD bei. Bei den Wahlen zur Volkskammer der DDR war Löhn Kandidat der Nationalen Front der DDR und von 1963 bis 1990 Mitglied der LDPD-Fraktion in der Volkskammer.

## Auszeichnungen
- 1976 Vaterländischer Verdienstorden in Silber